# Jan Beckering Vinckers
Jan Beckering Vinckers (né le 24 octobre 1821 à Winschoten et décédé le 19 décembre 1891 à Groningue) est un linguiste néerlandais et professeur de langue et de littérature anglaises à l'université de Groningue. Reconnu comme un pionnier de la linguistique comparative au XIXe siècle, il s'est aussi distingué par ses travaux dans le domaine des langues germaniques. 
Il a été appelé « Père de la linguistique comparative » aux Pays-Bas.

## Biographie

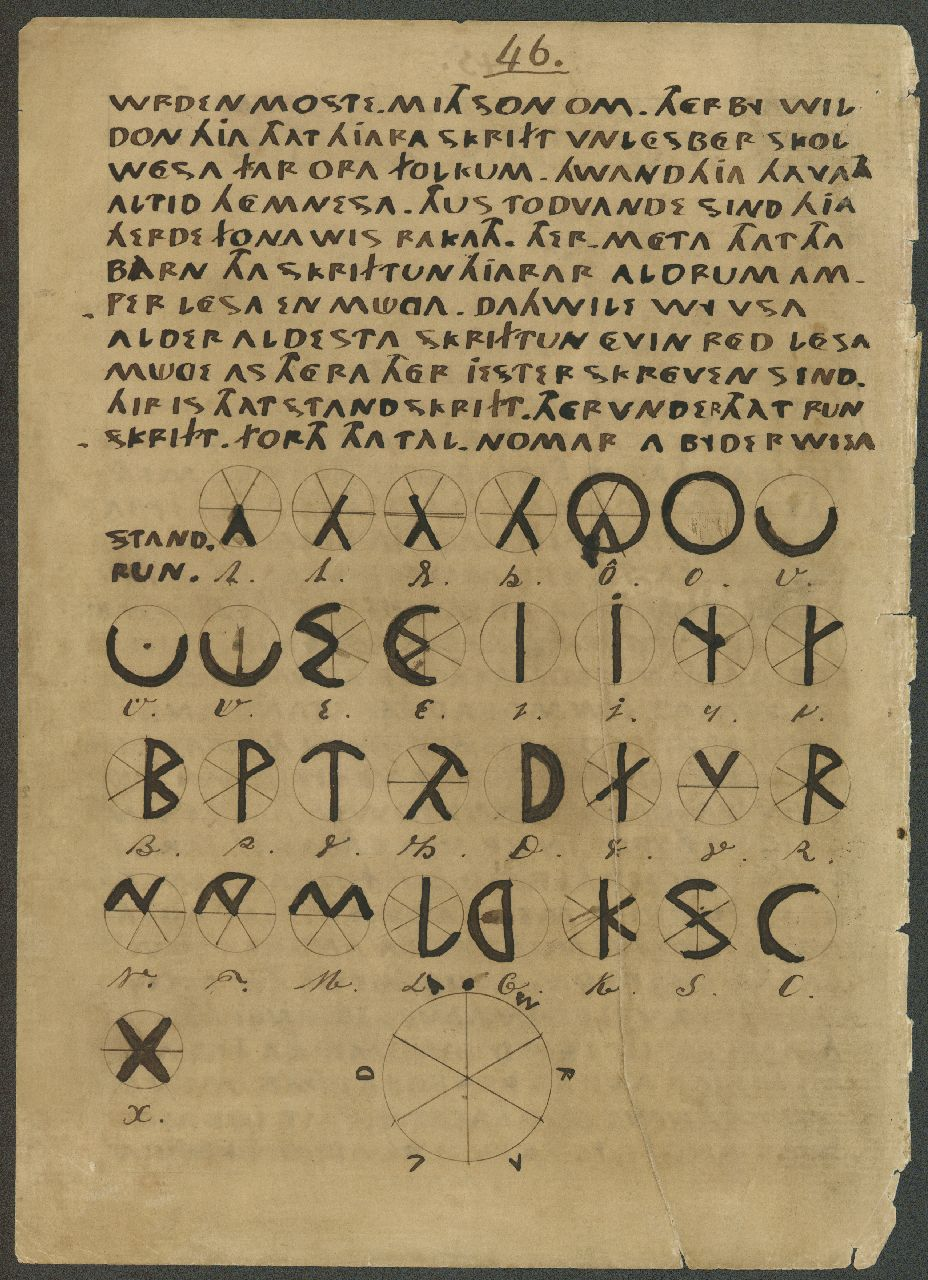
Page du manuscrit de la Chronique de Ura-Linda, que Vinckers a qualifié de falsification.

À l'âge de 18 ans, Jan Beckering Vinckers devient déjà professeur de langues anciennes et nouvelles au lycée de sa ville natale, Winschoten. En 1854, Vinckers est nommé enseignant au gymnase de Kampen, où il travaille d'abord comme assistant à l'ancienne école, puis comme professeur à l'école civique supérieure et au gymnase réformé. Il a travaillé ici pendant 32 ans, enseignant environ 30 heures par semaine, tout en travaillant sur ses propres études dans sa salle d'étude le soir. Une série de travaux de Vinckers dans le domaine des études des langues germaniques ont été publiés à Kampen, principalement dans les bulletins de Taal- en Letterbode et de Noord en Zuid. Le fait que Vinckers ait été nommé docteur honoris causa en lettres néerlandaises en 1879 par le Sénat de l'Université d'Utrecht montre à quel point ces études ont attiré l'attention et ont été appréciées dans le monde littéraire. Il comptait parmi les plus grands esprits de la linguistique dans le domaine des langues germaniques et était appelé à l'époque le « Père de la linguistique comparative » aux Pays-Bas.
En 1885, il est nommé professeur de langue et de littérature anglaises à l'Université de Groningue, ce qui fait de lui le premier professeur dans ce domaine dans une université néerlandaise de 1885 à 1891. Le discours par lequel il accepte son poste de professeur le 14 janvier 1886 s'intitule : Sur la nécessité et l'utilité d'une formation plus scientifique pour les praticiens de la langue et de la littérature anglaises dans ce pays. (Haarlem 1886).
Vinckers a publié, entre autres, le livre L'Inauthenticité de la Chronique d'Ura-Linda en 1876, utilisant ses connaissances approfondies du vieux germanique pour mettre fin à la question sensationnelle de la Chronique d'Ura-Linda, après quoi le manuscrit a pratiquement été considéré comme une forgerie. En 1877, Vinckers a publié l'article Qui a écrit la chronique d'Ura-Linda? comme le début de la recherche de l'auteur derrière le soi-disant manuscrit médiéval en Vieux frison.

## Publications

### Traductions
- Taal en taalstudie. Deel 1 (1877)
- Taal en taalstudie. Deel 2 (1881)

### Ouvrages
- Wat was aambei in den beginne?
- 't Eerste gewin is kattegespin; 't eerste gewin is kattegespil ; eerste winst is katjeswinst
- Nog iets over hurra of horra
- Nog al iets over ochtend